# Gijvelde
Gijvelde (Frans: Ghyvelde) is een gemeente in de Franse Westhoek in het Franse Noorderdepartement (Frans: département du Nord). De gemeente telde op 1 januari 2022 4.126 inwoners. Gijvelde en de aangrenzende gemeente Uksem zijn gemeenten waarin de meerderheid nog het West-Vlaams, een dialect van het Nederlands, spreekt. 

## Geschiedenis
Voor 1883 was ook Bray-Dunes nog een deel van de gemeente.
Gijvelde maakte deel uit van het kanton Duinkerke-Oost totdat dat werd opgeheven op 22 maart 2015 en de gemeente werd opgenomen in het op die dag gevormde kanton Duinkerke-2.
Op 1 januari 2016 werd de aangrenzende gemeente De Moeren aangehecht aan de gemeente. 

## Bezienswaardigheden
- De Sint-Vincentiuskerk (Église Saint-Vincent) werd gebouwd in 1872. Ze raakte zwaar beschadigd in de Tweede Wereldoorlog, maar werd in de jaren 50 terug opgebouwd.

## Natuur en landschap
Gijvelde ligt in het Blootland op een hoogte van 4 meter. De duinen gaan tot een hoogte van 25 meter. Het Dune Dewulf en het Dune Fossile de Ghyvelde zijn duinreservaten in Gijvelde.

## Geografie
De oppervlakte van Gijvelde bedroeg op 1 januari 2022 35,92 vierkante kilometer; de bevolkingsdichtheid was toen 114,9 inwoners per km².

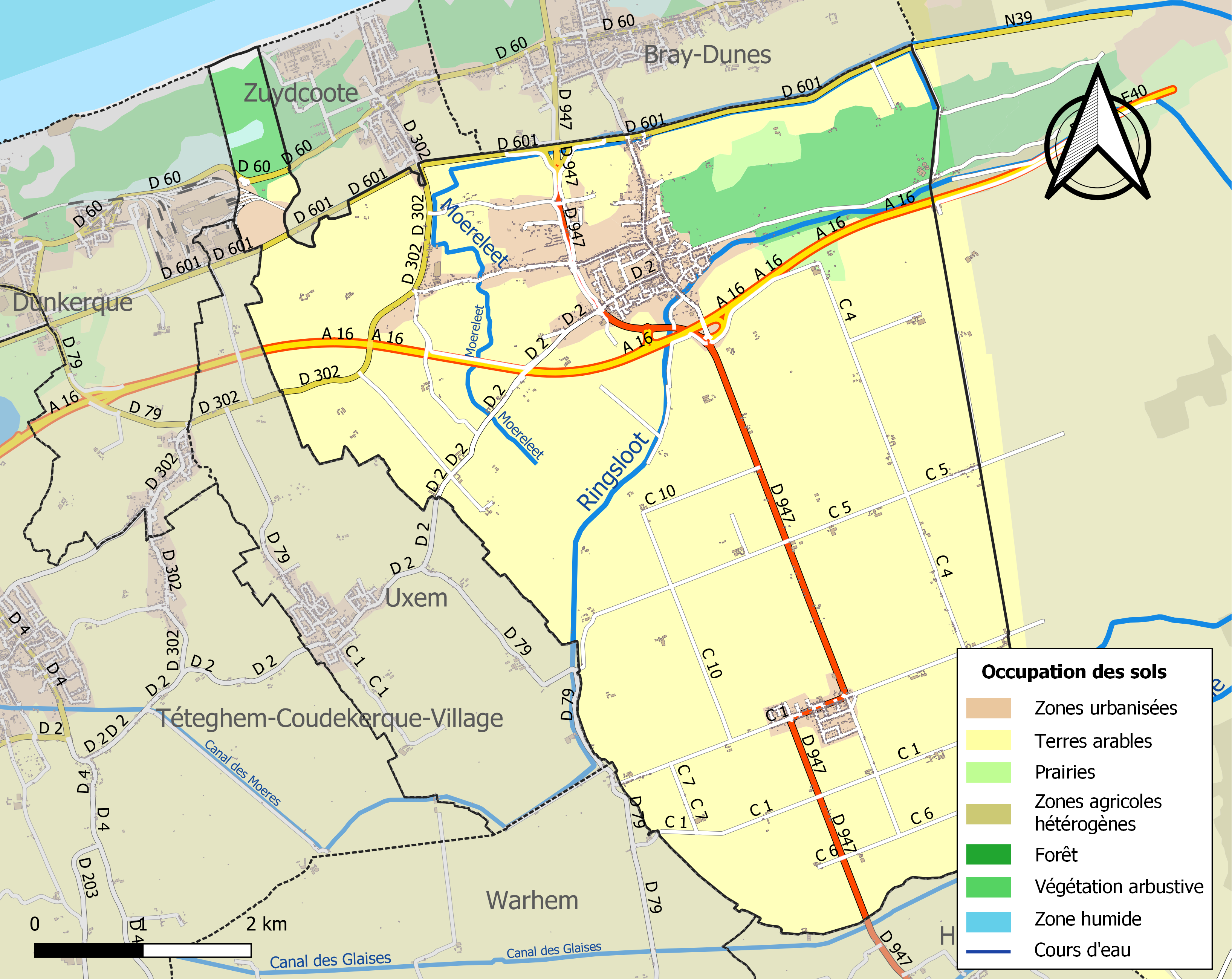
Kaart van de gemeente met belangrijkste infrastructuur, bodemgebruik en omliggende gemeenten

## Demografie
Onderstaande figuur toont het verloop van het inwonertal (bron: INSEE-tellingen).

## Nabijgelegen kernen
Bray-Dunes, De Moeren, Uksem, Adinkerke, Zuidkote